# Rosochacz (rejon czortkowski)

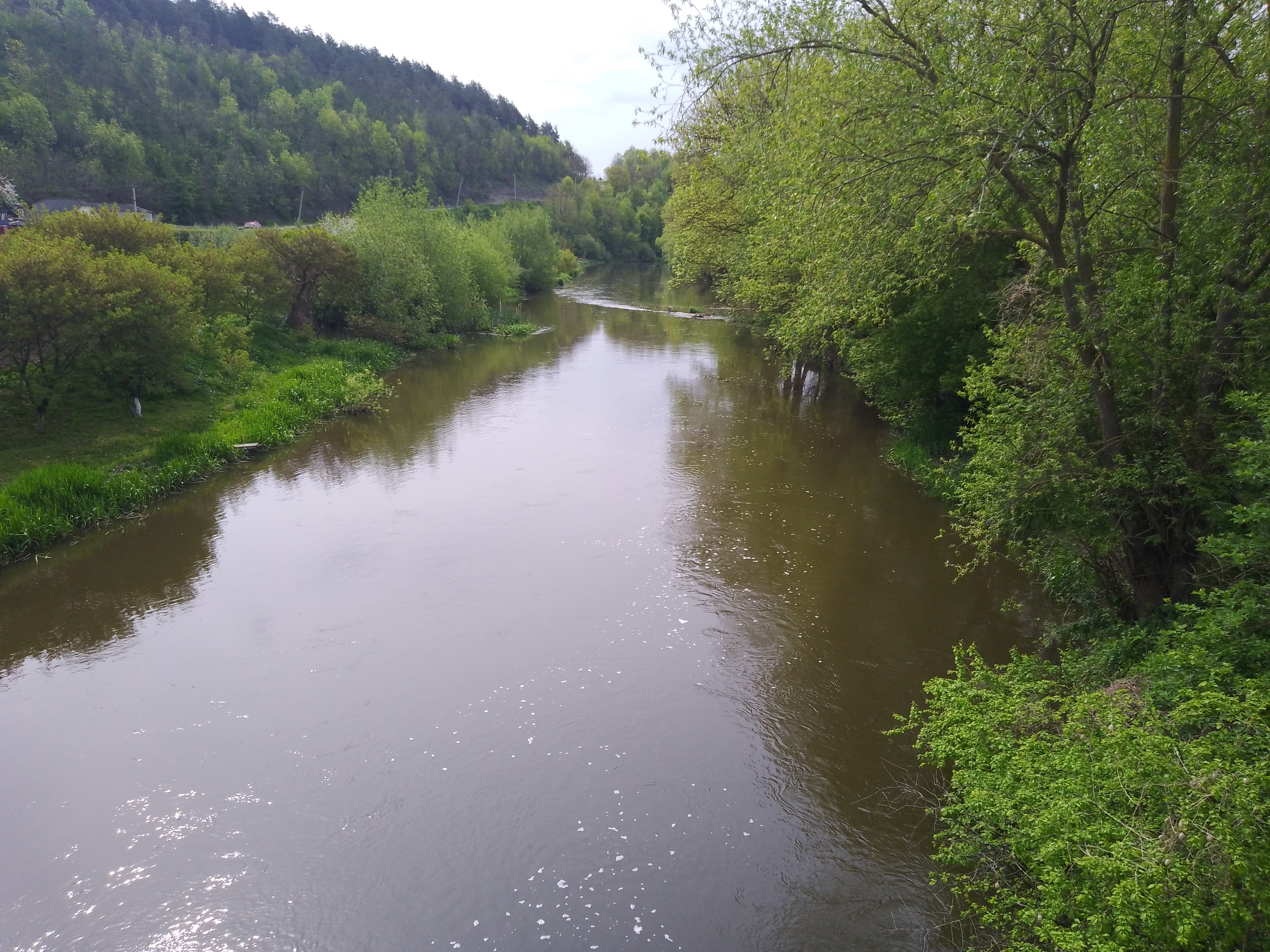
Rzeką Seret

Rosochacz – wieś na Ukrainie, w  rejonie czortkowskim obwodu tarnopolskiego, w hromadzie Czortków, położona nad rzeką Seret.